# Westside Gunn
Westside Gunn, pseudonimo di Alvin Lamar Worthy (Buffalo, 27 luglio 1982), è un rapper statunitense.

## Biografia
Nativo di Buffalo, è il fratello di Conway, rapper con cui forma il duo Hall 'N Nash, omaggio ai wrestler professionisti Scott Hall e Kevin Nash. Negli anni scolastici forma, assieme a Conway, Benny the Butcher e Machine Gun Black il gruppo The Forerunners e assieme a loro fonda nel 2012 la Griselda Records. Esponente dell'hardcore hip hop, il suo stile narrativo si fonda sugli stessi elementi dei Mobb Deep e del Wu-Tang Clan. Negli anni duemiladieci inizia a pubblicare la serie di mixtape Hitler Wears Hermes. Il successo critico del suo debutto, Flygod, lo porta a firmare con la Shady Records di Eminem nel 2017. Nel 2018 pubblica il suo secondo disco, Supreme Blientele, accolto positivamente dalla critica.
Ad aprile 2020 pubblica il suo disco di maggior successo, Pray for Paris, con la presenza di varie collaborazioni tra le quali Tyler, the Creator, Joey Badass e il fratello Conway. La copertina del disco è stata fatta da Virgil Abloh. Alla fine dell'anno esce dall'etichetta di Eminem, tornando indipendente. 
Nel 2021 collabora con Ye nella traccia Keep My Spirit Alive, nella quale è presente anche il fratello Conway, presente nel disco Donda. 
Nel 2023 è presente nel disco di Travis Scott, Utopia, nella traccia LOST FOREVER, e pubblica And Then You Pray For Me, sequel del disco uscito 3 anni prima, che vede le collaborazioni, tra gli altri, di Ty Dolla Sign e Denzel Curry

## Discografia

### Album in studio
- 2016 – Flygod
- 2018 – Supreme Blientele
- 2019 – WWCD (con Benny the Butcher e Conway the Machine come Griselda)
- 2020 – Pray for Paris
- 2020 – Who Made the Sunshine
- 2023 – And Then You Pray for Me

### EP
- 2016 – Roses Are Red... So Is Blood
- 2016 – There's God and There's FLYGOD, Praise Both
- 2017 – Riots on Fashion Avenue (con Mil Beats)
- 2017 – WESTSIDE DOOM (con MF Doom)
- 2017 – Raw Is Flygod (con Daringer)
- 2018 – FLYGOD Is Good... All the Time (con Mr. Green)
- 2024 – 11
- 2025 – Heels Have Eyes

### Mixtape
- 2012 – Hitler Wears Hermes
- 2014 – Hitler Wears Hermes 2
- 2015 – Hitler Wears Hermes 3
- 2016 – Hitler Wears Hermes 4
- 2017 – Hitler on Steroids (con DJ Green Lantern)
- 2017 – Hitler Wears Hermes 5
- 2018 – Hitler Wears Hermes 6
- 2019 – Flygod Is An Awesome God
- 2020 – Flyest Nigga in Charge Vol. 1
- 2020 – Flygod Is An Awesome God 2
- 2019 – Hitler Wears Hermes 7
- 2021 – Hitler Wears Hermes 8: Sincerely Adolf
- 2021 - Hitler Wears Hermes 8: Side B
- 2022 – Peace "Fly" God
- 2022 – 10
- 2024 – Still Praying
- 2025 – 12

### Mixtape collaborativi
- 2016 – Hall and Nash (con Conway the Machine)
- 2016 – Griselda Ghost (con Conway the Machine)
- 2016 – Don't Get Scared Now (con Griselda Records)
- 2023 – Hall & Nash 2: The Original Version (con Conway the Machine e The Alchemist)

### Raccolte
- 2018 – Hitler's Dead
- 2019 – Fourth Rope